# أرت هوفهانيسيان
أرت هوفهانيسيان مواليد 16 نوفمبر 1981 في غيومري، أرمينيا، هو ملاكم محترف أرمني يصنف ضمن فئة وزن الريشة بدأ مسيرته الاحترافية سنة 2006 حيث انتصر في نزاله الأول.

## إحصائيات
خاض خلال مسيرته 21 نزالا، فاز في 17 وتعادل في 2 وخسر في 2. فاز بالضربة القاضية في 9 نزالا.

## روابط خارجية
- أرت هوفهانيسيان على موقع بوكس ريك (الإنجليزية) (registration required)